# Joseph Goebbels
Paul Joseph Goebbels (Rheydt, kod Düsseldorfa, 29. listopada 1897. – Berlin, 1. svibnja 1945.), njemački nacistički političar i kancelar, gaulajter Berlina te Reichov ministar narodnog prosvjećenja i propagande od 13. ožujka 1933. do 30. travnja 1945. Bio je jedan od najbližih suradnika i najvećih obožavatelja Adolfa Hitlera. Goebbels je poznat po svojim energičnim govorima koji su, osim velike količine propagande, sadržavali i enormnu dozu antisemitizma, te ga upravo zbog toga mnogi povjesničari smatraju glavnim krivcem za Kristalnu noć.
Godine 1921., dobio je doktorat na Sveučilištu Heidelberg, a tema doktorske teze bila mu je drama XVIII. stoljeća. Kasnije je radio kao novinar, a nakon toga i kao službenik u banci. I sam se okušao u pisanju romana i drama, no bio je neuspješan u izdavanju radova. S nacističkom strankom se upoznaje 1923., tijekom francuske okupacije Ruhra, a službeni član postaje 1924. Ubrzo postaje Gauleiter (vođa regionalnog ogranka stranke) u berlinskom ogranku stranke. S ove pozicije počeo je maksimalno iskorištavati svoje propagandne sposobnosti, boreći se s lokalnim socijalističkim i komunističkim strankama uz pomoć nacističkih novina i paravojne organizacije SA. Do 1928., Goebbels je postao jedan od najvažnijih i najmoćnijih ljudi nacističke stranke.
Nakon što su nacisti došli na vlast u siječnju 1933., Goebbels u ožujku postaje Ministar narodnog prosvjećenja i propagande u novonastalom Trećem Reichu. Jedan od njegovih prvih činova koje je učinio kao novi ministar bilo je paljenje knjiga koje su napisali Židovi ili antinacisti na Bebelplatzu. Nakon što je postao ministar, njegovi govori mržnje usmjereni prema Židovima, kulminirali su 1938. Kristalnom noći, prvim javnim i nekontroliranim činom antisemitizma iskazanim od strane nacista.
Kao velik pobornik rata, Goebbels je učinio sve što je mogao kako bi maksimalno pripremio njemački narod na masivni oružani sukob. Tijekom samog Drugog svjetskog rata Goebbels je još više povećao svoju moć mijenjajući saveze s drugim nacističkim dužnosnicima. Godine 1943. rat je krenuo loše po Sile Osovine, no to je Goebbelsa samo motiviralo da poveća propagandu i uvjeri njemački narod da prihvati ideju totalnog rata i mobilizacije. Goebbels je ostao vjeran Hitleru do samog kraja i ostao je s njim u Führerbunkeru sve do njegovog samoubojstva, a nakon toga je postao drugi kancelar Trećeg Reicha, no samo na jedan dan. Joseph Goebbels je počinio samoubojstvo 1. svibnja 1945.

## Rani život
Paul Joseph Goebbels je rođen 29. listopada 1897. u gradiću Rheydtu, južno od Mönchengladbacha u oblasti Ruhr. Njegova obitelj bila je katoličke vjeroispovijesti. Otac Fritz Goebbels je radio kao knjigovođa u tvornici fitilja W. H. Lennartz, a majka na farmi. Imao je dva brata, Konrada (1895. – 1949.) i Hansa (1893. – 1947.) i dvije sestre, Elisabeth (1901. – 1915.) i Mariju (1910. – 1949. ). Školovan je u gimnaziji, a 1916. je položio maturu, ispit za ulazak na sveučilište. Još od ranog djetinjstva je imao tegobe s desnom nogom, što je vjerojatno bila posljedica osteomijelitisa ili bolesti talipes equinovarus. Nosio je posebnu metalnu protezu i posebnu cipelu kako bi nadoknadio skraćenost desne noge, no unatoč svemu ovome, Goebbels je šepao cijeli život. Upravo je iz tog razloga odbijena njegova prijava za vojnu službu u Prvom svjetskom ratu, a to je bila činjenica koja mu se gadila cijeloga života. Kasnije se tijekom života lažno predstavljao kao ratni veteran, a svoju tjelesnu manu lažno je prikazivao kao ratnu ozljedu. Najbliže što je došao vojsci bila je služba u "Jedinici za pomoć domovini" od ožujka do listopada 1917. gdje je služio kao "uredski vojnik".
No, Goebbels je svoje fizičke nedostatke nadomjestio intelektualnim uspjesima. U početku je trebao postati svećenik, no kako se sve više odvajao od katolicizma, krenuo je na studij filozofije i književnosti na sveučilištima u Bonnu, Würzburgu, Freiburgu i Heidelbergu, gdje je i 1916. doktorirao s doktorskom tezom o piscu Wilhelmu von Schützu. Zanimljivo je da su obojica njegovih najutjecajnijih profesora, Friedrich Gundolf i njegov doktorski mentor Max Freiherr von Waldberg, bili Židovi. Njegova inteligencija i politička lukavost bile su predmet divljenja čak i među njegovim neprijateljima.
Nakon što je 1921. završio doktorat, Goebbels se zaposlio kao novinar i nekoliko je godina pokušao postati književnik. Napisao je poluautobiografski roman Michael, dvije drame i hrpu romantičarske poezije. U ovim je djelima prikazao psihološku štetu koju su mu nanijele njegove tjelesne mane. Goebbels je, osim u pisanju, kompenzaciju pronašao i u zavođenju žena, doživotnom željom koju je obavljao zapanjujuće uspješno. Njegov dnevnik sadrži dokaze o mnogim aferama, prije i nakon braka s Magdom Quandt, s kojom je imao šestero djece.
Goebbels je bio frustriran svojim književnim neuspjehom - njegov roman izdan je tek 1929., a njegove drame nikad nisu izvedene u nekom kazalištu. Kompenzaciju za ovaj neuspjeh pronašao je u pisanju dnevnika, koje je pisao od 1923., pa sve do kraja života. Kasnije je radio kao bankovni činovnik i službenik na burzi. Tijekom ovog razdoblja, mnogo je čitao i počeo je oblikovati svoje političke poglede. Među njegove glavne utjecaje spadaju Friedrich Nietzsche, Oswald Spengler i, najvažnije, Houston Stewart Chamberlain, britansko-njemački pisac koji se smatra ocem "znanstvenog" antisemitizma i čije je djelo Fundacije 19. stoljeća uvršteno među obavezno štivo njemačkih krajnjih desničara. Zimu 1919./1920. proveo je u Münchenu gdje je svjedočio i divio se nacionalističkoj reakciji pri komunističkom pokušaju preuzimanja vlasti u Bavarskoj. Njegov prvi politički idol je bio Anton Graf von Arco auf Valley, čovjek koji je ubio komunističkog vođu Kurta Eisnera.

## Nacistički aktivist
Kao i većina kasnijih Reichovih moćnika, Goebbels je upoznao nacizam 1923. tijekom prosvjeda zbog francuske okupacije Ruhra. Zatvaranje Hitlera u studenom 1923. nakon neuspjelog Pivničkog puča ostavilo je stranku privremeno bez vođe, tako da je Goebbels, koji je tada imao 27 godina i tek se 1924. učlanio u NSDAP, gledao Gregora Strassera kao svog političkog uzora. Strasser je bio vođa i organizator nacista u sjevernoj Njemačkoj tijekom perioda u kojem je Hitler boravio u zatvoru. Strasser ("najsposobniji među nacističkim vođama" tog doba) je socijalističku stranu nacionalsocijalizma shvaćao puno ozbiljnije nego ijedan član bavarskog vodstva stranke.
"Nacionalizam i socijalizam! Što ide prvo, a što drugo?", Goebbels je retorički pitao u jednoj debati s Theodoreom Vahlenom, Gauleiterom Pomeranije, koju je vodio i časopisu National-sozialistische Briefe tijekom 1925.
Goebbels je, sa svojim novinarskim sposobnostima, uskoro postao Strasserov glavni saveznik u njegovoj bitci s Bavarcima oko stranačkog programa. Konflikt se nije vodio, bar su oni tako mislili, s Hitlerom, nego s njegovim poručnicima, Rudolfom Hessom, Juliusom Streicherom i Hermannom Esserom koji su, prema njima, loše vodili stranku u Hitlerovom odsustvu. Godine 1925. Goebbels izdaje otvoreno pismo "mojim prijateljima na lijevoj strani" tražeći jedinstvo između socijalista i nacista u borbi protiv kapitalista. U jednom dijelu tog pisma, Joseph Goebbels piše:
U veljači 1926., nakon što je završio s pisanjem svog djela Mein Kampf, Hitler se iznenada vraća u stranku i uključuje u njezine poslove te poručuje "sjevernjacima" svoj stav. Pozvao je oko 60 Gauleitera i aktivista, uključujući i Goebbelsa, na sastanak u Bamberg, gdje je održao dvoipolsatni govor u kojem je odbacio politički program "socijalističkog" dijela stranke. Za Hitlera su jedinu pravu prijetnju njemačkom narodu predstavljali Židovi, a ne kapitalisti. Goebbels je bio duboko razočaran ovim govorom. Zgrozio ga je Hitlerov opis socijalizma kao "židovske tvorevine", njegova želja za uništenjem Sovjetskog Saveza i njegova tvrdnja da nacistička vlada neće eksproprirati privatno vlasništvo. Goebbels je kasnije napisao:
No Hitler je, kao dobar čitatelj karaktera, jako brzo prepoznao Goebbelsove talente. Znao je da Goebbels najviše žudi za priznanjem. U travnju je pozvao Goebbelsa u München i čak je poslao svoje osobno auto po njega na peron i održao je s njim dugi privatni sastanak. Hitler je kritizirao Goebbelsa zbog njegove potpore "socijalističkom" krilu stranke, no ponudio mu je iskupljenje ako bi ovaj prihvatio njegovo vodstvo. Goebbels je potpuno kapitulirao i postao potpuno privržen Hitleru, čega se držao sve do svoje smrti. O tome je kasnije napisao:

## Propagandist u Berlinu
Hitler je u listopadu 1926. nagradio Goebbelsa za njegovu lojalnost tako što ga je postavio za Gauleitera berlinskog ogranka NSDAP-a. Goebbels je tada mogao iskoristiti svoj položaj kako bi se upustio u svoje književne aspiracije u glavnom gradu, kojeg je on smatrao glavnom utvrdom socijalista i komunista. Ovdje je Goebbels otkrio svoj talent za propagandu, pišući rasprave kao što su Druga revolucija i Lenjin ili Hitler iz 1926.
Ovdje je također mogao "prakticirati" svoj do tada latentni ukus za nasilje, ne izravno, nego preko uličnih boraca pod njegovim zapovjedništvom. "Povijest", rekao je, "se stvara na ulici", te je bio toliko ustrajan u tome da je preko ulice izazivao tada najdominantnije ljevičarske stranke - socijaldemokrate i komuniste. U suradnji s SA-om, Goebbels je redovito izazivao pivničke i ulične tučnjave u kojima se često koristilo i oružje. Svojim bivšim "prijateljima na lijevoj strani" je poručio:
Kada su se dogodile neke neizbježne smrti, Goebbels je to maksimalno iskoristio, pretvorivši uličnog borca Horsta Wessela, kojeg su u njegovom domu ubili neprijateljski politički aktivisti, u heroja i mučenika.
U Berlinu, Goebbels je mogao sav svoj genij posvetiti propagandi, što je u početku činio kao urednik novina Der Angriff i kao autor mnogih nacističkih plakata i postera. Njegove propagandne tehnike bile su izrazito cinične. Jednom je prilikom napisao:
Najdraže mete njegove propagande bili su socijalisti Hermann Müller i Carl Severing, te Bernhard Weiss, predsjednik berlinske policije, inače Židov, kojeg je neumorno provocirao nadajući se krahu kojeg bi mogao iskoristiti. Kada je socijaldemokratska gradska vlast 1927. stranci dodijelila osmomjesečnu zabranu, Goebbels je to iskoristio do kraja. Kada ga je jedna prijatelj opomenuo zbog klevetanja Weissa, čovjeka s primjernim vojnim uspjehom, Goebbels je rekao da ga sam Weiss nimalo ne zanima, nego samo propagandni učinak koji će ta kleveta izazvati.
Goebbels je uskoro otkrio i svoj talent za govorništvo, te je po tom kriteriju postao drugi čovjek Reicha, odmah do Hitlera. Dok su Hitlerovi govori bili promukli i agresivni, Goebbelsovi su bili mirni, sarkastični, pa nekad i smiješni. No, za razliku od Hitlera, Goebbels je zadržao cinični odmak od svoje vlastite retorike. Javno je govorio kako iskorištava najniže instinkte njemačkog naroda - rasizam, ksenofobiju, klasni zavist i nesigurnost. Jednom je prilikom rekao da može kontrolirati narod kao što svira klavir i da će oni plesati kako on svira.
Goebbelsovi govori i činovi nisu imali velik utjecaj na stanovnike Berlina. Na izborima 1928., nacisti su u Berlinu dobili manje od 2% glasova, što je u usporedbi sa socijaldemokratima, koji su dobili 33%, i komunistima, koji su dobili 25%, bio veliki neuspjeh. No, Goebbels je bio jedan od 10 nacista koji su nakon tih izbora predstavljali NSDAP u Reichstagu, što mu je donijelo plaću od 750 marki mjesečno i imunitet od bilo kakvog suđenja. Čak i kada je utjecaj velike depresije uzrokovao povećanu popularnost nacista, berlinski glasači su se odupirali glasovanju za naciste. Zanimljiva je činjenica da su 1932., kada je NSDAP bio na vrhuncu, nacisti u Berlinu dobili 28% glasova, a ljevica je ukupno sakupila 55% glasova građana Berlina. No, njegovi iznimni talenti i činjenica da ga je Hitler jako cijenio donijeli su mu respekt među anti-intelektualcima unutar NSDAP-a, koji su ga zvali "naš mali doktor". Do 1928., iako je imao samo 31 godinu, Goebbels je postao jedan od najprominentnijih nacističkih vođa.
Velika depresija je dovela do ponovnog izbijanja ljevičarskih afilacija unutar nekih ogranaka NSDAP-a, koje je predvodio Otto Strasser, brat Gregora Strassera, koji se zalagao da se stranka bori s komunistima oko privrženosti nezaposlenih i industrijskih radnika tako što bi obećala eksproprirati kapital. Hitler, čija je mržnja prema radničkoj klasi odražavala njegovu vlastitu socijalnu prošlost, protivio se snažno ovoj ideji. Hitler je smatrao da je uspjeh nacista na izborima 1930. došao zbog podrške srednje klase i seljaka, a sada se želio boriti za podršku viših klasa i njemačkih biznismena. U travnju 1930., Hitler otpušta Strassera s mjesta šefa nacističke propagande, a na to mjesto postavlja Goebbelsa, koji je tada dobio kontrolu nad glavnim nacističkim novinama (Völkischer Beobachter), ali i ostalim nacističkim novinama diljem zemlje. Goebbels je, iako je još uvijek pokazivao ljevičarske tendencije, bio potpuno lojalan Hitleru u njegovim prepirkama sa Strasserom, koje su u srpnju 1930. kulminirale Strasserovim izbacivanjem iz stranke.
Unatoč svojoj revolucionarnoj retorici, Goebbelsov najveći doprinos nacističkoj stranci u periodu od 1930. do 1933. je njegovo uspješno organiziranje izbornih kampanja. Goebbels je organizirao izborne kampanje za parlamentarne izbore 1930., 1932. i 1933., te Hitlerovu predsjedničku kampanju 1932. Goebbels je ovdje pokazao svoj genij, organizirajući Hitlerove avionske turneje po Njemačkoj, te je ostao zapamćen kao prvi propagandist koji je radio i film koristio u izborne svrhe. Specifične izborne kampanje koje je Goebbels organizirao privlačile su glasove mnogih birača, posebice mladih. Iako je velik uspjeh nacista na izborima 1930. i 1932. bio uvelike plod velike depresije, sam Goebbels imao je znakovitu ulogu u rastu popularnosti stranke.

## Ministar narodnog prosvjećenja i propagande
Kada je Hitler 30. siječnja 1933. postao kancelar, Goebbels nije dobio nikakvu političku poziciju. Koalicijski kabinet koji je Hitler sastavio s predsjednikom Hindenburgu i konzervativnim strankama nije sadržavao previše nacista na ministarskim pozicijama. No, Goebbels se, kao vođa propagande vodeće stranke, koja nije previše marila za zakon, počeo ponašati kao da je na poziciji. Iskoristio je državni radio kako bi izravno popratio paradu koja je slavila Hitlerov dolazak na vlast. Dana 13. ožujka 1933. Goebbels dobiva nagradu za svoju ulogu u dolasku stranke na vlast. Hitler ga postavlja na čelo novoosnovanog Ministarstva narodnog prosvjećenja i propagande (Volksaufklärung und Propaganda) kojeg je vodio sve do sve do 30. travnja 1945.
Uloga novog ministarstva, koje se nalazilo u Wilhelmstrasseu, nedaleko od Reichskanzleia, bila je centralizacija nacističke moći u svim aspektima kulturnog i intelektualnog života, ponajviše na polju radija, te vizualnih i scenskih umjetnosti. Dana 1. svibnja, Goebbels organizira masovne demonstracije i parade kako bi označio "Dan nacionalnog rada" koji je prethodio nacističkom preuzimanju vlasti i uništenju njemačkih trgovačkih unija. Već 3. svibnja, Goebbels u svom dnevniku piše:
Dana 10. svibnja 1933. nadgledao je još jedan simboličan čin u stvaranju nacističke kulturalne moći: paljenje više od 20,000 knjiga židovskih ili antinacističkih autora na Opernplatzu, nedaleko od sveučilišta.
Hegemonijske ambicije Ministarstva propagande vidljive su i u odjelima koje je Goebbels stvorio: novine, radio, film, kazalište, glazba, književnost i tiskarstvo. Za svako od tih područja je stvorena nova državna komora - Reichskammer, a vođa komore postao je stručnjak iz tog područja (najčešće manje poznati nacist), koji se morao brinuti i za eliminiranje Židova, liberala, socijalista i praktičara tzv. "izopačene umjetnosti kao što su apstraktno slikarstvo i ekspresionizam, a u glazbi dodekafonija. Značajan primjer jednog vođe komore je slavni skladatelj Richard Strauss, koji je vodio Komoru za glazbu. Goebbelsove naredbe, bar fizički dio, izvršavala je paravojna organizacija SA, zbog koje su, kao i zbog koncentracijskih logora, mnogi prominentni Židovi emigrirali iz Reicha u druge zemlje, a pratili su ih mnogi socijalisti i liberali. Neki nežidovski antinacisti su, zahvaljujući dobrim vezama, uspjeli preživjeti do sredine 1930-ih, no i oni su na kraju ubijeni ili mučeni.
Kontrola umjetnosti i medija nije bila samo zadatak osoblja. Ubrzo su sadržaji svih novina, knjiga, romana, drama, filmova, emisija i koncerata, od nacionalne razine pa do seoskih zborova, spadali pod nadzor Ministarstva propagande, iako je proces samocenzure učinkovito djelovao na svim tim područjima tako da se Ministarstvo u Berlinu moglo brinuti o politički najosjetljivijim područjima kao što su veće novine i državni radio. Nijedan pisac nije smio izdavati, slikar izlagati, kritičar pisati kritike, pjevač izvoditi, ako nije bio član pripadajuće komore unutar Ministarstva, a članstvo u komori je ovisilo o dobrom ponašanju. Goebbels je mogao podmićivati, kao i prijetiti: osigurao je velik proračun za svoje ministarstvo tako da je mogao osigurati velike plaće i subvencije svim umjetnicima koji su surađivali s njim. Ovo su bili uvjeti koje su mnogi umjetnici, orkestri i kazališta, nakon njihove borbe za preživljavanje tijekom velike depresije, teško mogli odbiti.
| Richard Wagner i Anton Bruckner - dvojica najpopularnijih skladatelja među nacistima. |  | Richard Wagner i Anton Bruckner - dvojica najpopularnijih skladatelja među nacistima. |
| Richard Wagner i Anton Bruckner - dvojica najpopularnijih skladatelja među nacistima. |  |                                                                                       |

Kao jedan od najobrazovanijih nacista, te nacist koji je najviše cijenio visoku kulturu, Goebbels je obio osjetljiv na optužbe da njemačku kulturu spušta do razine obične propagande. Na optužbe je odgovorio da je cilj i propagande i umjetnosti da potakne duhovnu mobilizaciju njemačkog naroda. No činjenica je da Goebbels nije bio uopće toliko ratoboran po kulturološkim pitanjima kao neki drugi članovi nacističkog vodstva. Ti ekstremniji nacisti željeli su da se u knjigama nalaze samo nacističke krilatice, da se u njemačkim kazalištima i filmu veličaju samo nacistički heroji, a da se u njemačkim koncertnim dvoranama izvode samo njemačke narodne pjesme.
Goebbels je ustrajavao na tome da se njemačka visoka kultura mora nastaviti, i zbog međunarodnog prestiža i zbog dobivanja lojalnosti više srednje klase, koja je cijenila umjetničke forme kao što su simfonija i opera. Time je Goebbels postao i zaštitnik, ali i regulator, njemačke umjetnosti. O ovim naumima imao je podršku samog Hitlera, koji je bio velik obožavatelj Richarda Wagnera i Antona Brucknera. No, unatoč svemu, Goebbels se morao pokoravati Hitlerovim ukusima. Hitler je, naime, mrzio modernizam u svakom obliku, tako da je Goebbels (koji je bio simpatizer modernizma) morao konstantno nametati tradicionalne forme u umjetnost i glazbu. Jedan primjer ovoga je Paul Hindemith, čija je glazba bila zabranjena samo zato što se nije sviđala Hitleru.
Goebbels se također protivio potpunoj nacifikaciji umjetnosti jer je znao da narod treba odmor od floskula i propagande. Osigurao je da filmske tvrtke nastavljaju snimati komedije i romance, što je privlačilo mase u kina u kojima su gledali i nacističke propagandne filmove. Njegovo iskorištavanje svoje pozicije, te reputacija koju je izgradio bili su nadasve poznati. Zanimljivost je da su mnoge glumice kasnije pisale kako ih je Goebbels pokušao namamiti u svoj dom. Dobio je nadimak "Bock von Babelsberg" (njemački "Babelsberški pastuh"). Dobro se nosio sa znatnim pritiskom da zabrani sve strane filmove, no tu mu je pomogao sam Hitler, kao veliki obožavatelj Mickey Mousea. Iz istog razloga je Goebbels želio kulturu približiti masama. To je radio prodavajući jeftine radio prijemnike, organizirajući besplatne koncerte u tvornicama, organizirajući umjetničke izložbe u manjim gradovima i organizirajući izvedbe filmova u selima. Ova kratkoročna propaganda koristila se kako bi pomirila njemački narod, ponajviše radničku klasu, sa nacističkom strankom.

## Goebbels i Židovi
Unatoč velikoj moći Ministarstva propagande, Goebbelsov status je počeo padati nakon što je nacistički režim čvrsto uspostavio moć. To se dogodilo jer je glavni plan tada bila priprema za rat,  a iako je Ministarstvo propagande sudjelovalo u tome, nije bilo jedna od glavnih karika. Tijekom 1930-ih, Hitlerovi najvažniji podređeni bili su Hermann Göring, kao vođa Četverogodišnjeg plana i Heinrich Himmler, kao vođa SS-a i policije. Kada su uništeni unutarstranački neprijatelji, što se do 1935. već ostvarilo, Goebbelsova propaganda je počela gubiti svoj smisao, te je njegova retorika time postajala šuplja i neuvjerljiva.
Kao kulturan i obrazovan čovjek, Goebbels se često smijao "primitivnom" antisemitizmu nacista kao što je bio Julius Streicher. No, iako motivi za to nisu poznati, Goebbels je i sam koristio svaku priliku kako bi napao Židove. Od 1933. pa na dalje, Goebbels je, uz Streichera, spadao među najzlobnije antisemite među nacistima. U lipnju 1935., Goebbels je u Berlinu rekao:
Sarkastični "humor" Goebbelsovih govora nije skrivao realnost njegovih prijetnji Židovima. Kao Gauleiter Berlina, te time i de facto vođa grada (iako je postojao i gradonačelnik i gradsko vijeće), Goebbels je konstantno radio pritisak na židovsku populaciju Berlina, zatvarajući im trgovine i uništavajući im profesionalni život, te onemogućujući im normalan život. Tijekom održavanja Olimpijskih igara 1936. u Berlinu, antisemitizam je malo popustio, no već od 1937., nadalje, antisemitizam je ponovo ojačao. Goebbels 1937. u svom dnevniku piše:
S dolaskom 1938. godine, Goebbels je istraživao mogućnost da svi Židovi nose identifikacijske znakove, te da ih se sve otpremi u geto, no vrijeme još nije bilo spremno za takav čin. U lipnju 1938., Goebbels u svom dnevniku piše:
U studenom 1938., Goebbels dobiva priliku za poduzimanje drastičnih mjera protiv Židova, kada mladi Židov, Herschel Grynszpan, u Parizu ubija njemačkog diplomata Ernsta vom Ratha, jer je njegova obitelj deportirana u Poljsku i zbog progona Židova u Njemačkoj općenito. Dana 9. studenog, kada vom Rath umire od rana, Goebbels je bio u Münchenu s Hitlerom na proslavi obljetnice Pivničkog puča. Tu je Goebbels Hitleru rekao da je u njemačkim gradovima već započelo "spontano" antižidovsko nasilje, što zapravo nije bilo istina. Goebbels je u ovoj situaciji manipulirao Hitlerom radi vlastitog zadovoljstva. Kada je Hitler to odobrio, Goebbels si je dao slobode i organizirao je masivni pogrom protiv Židova. U svom dnevniku, Goebbels piše:
Taj pogrom je u povijesti znan kao Kristalna noć (Kristallnacht). No, činjenica da je Goebbels morao izmanipulirati Hitlera kako bi ovaj odobrio Kristalnu noć ne umanjuje količinu Hitlerovog antisemitizma u odnosu na Goebbelsov. Ali, ideja o masivnom, državnom, pogromu potekla je od Goebbelsa, koji je dobio Hitlerovo odobrenje za nju tako što mu je slagao da je pogrom već započeo.
Tijekom Kristalne noći, u kojoj su SA i sama NSDAP organizirali masovno uništavanje židovskih trgovina domova i sinagoga, ubijeno je najmanje 90, a najviše 200 Židova, ne računajući samoubojstva, a uništeno je više od tisući sinagoga, stotine židovskih trgovina i domova, a preko 30,000 Židova je odvedeno u koncentracijske logore, gdje ih je umrlo još najmanje 1,000 prije nego što je ostatak pušten nakon brutalnog tretmana. No, najteža posljedica je bila emigracija više od 80,000 Židova, od kojih su neki od straha ostavljali za sobom svu svoju imovinu. Ostale zemlje bile su zgrožene ovim činom, što je dovelo do raskidanja politike popuštanja prema Trećem Reichu. No, Goebbelsov pogrom je Njemačku još više približio ratu, u vrijeme kada ponovno naoružanje nije bilo ni blizu kraja. Međutim, Göring i drugi prominentni nacisti nisu bili zadovoljni ovim Goebbelsovim postupkom, oko kojeg ih se nije niti konzultiralo. Ipak, sam Goebbels je bio oduševljen. O ovome je napisao:
Godine 1942., Goebbels je bio upleten u deportaciju berlinskih Židova.

## Goebbels kao moćnik
Ovo događaju su se dogodili pravovremeno s obzirom na Goebbelsov odnos s Hitlerom. Godine 1937. započinje aferu s češkom glumicom Lídom Baarovom koja ja rezultirala raspadom njezinog braka. Kada je Goebbelsova supruga Magda u listopadu 1938. saznala za aferu, požalila se Hitleru, konzervativcu po pitanju seksualnih odnosa, kojemu su ona i njezina djeca bili jako dragi. Hitler je tada naredio Goebbelsu da prekine aferu, na što mu je ovaj ponudio svoju ostavku, no Hitler ju je odbio. Dana 15. listopada 1938., Joseph Goebbels pokušava samoubojstvo. Hitler, kojega je ovo jako razljutilo, naredio je Heinrichu Himmleru da deportira Baarovu u Čehoslovačku, odakle je ova otišla u Italiju. Ovi događaju su umanjili Goebbelsov ugled u Hitlerovim očima. Goebbels je od tada sve jače zagovarao Hitlerove ideje kako bi se iskupio za svoje pogreške. No, afera s Baarovom nije nimalo demoralizirala Goebbelsa po pitanju zavođenja žena. Artur Axmann, tadašnji vođa Hitlerjugenda, je sve do 1943. Goebbelsu dovodio mlade djevojke kako bi mu udovoljio.
Goebbels, kao ni ostali nacistički službenici, nije si mogao priuštiti ignoriranje Hitlerove volje. Do 1938., svi su oni bili znatno bogati, no njihovo bogatstvo je ovisilo o Hitlerovoj dobroj volji i njegovim ignoriranjem njihove korumpiranosti. Do dolaska nacista na vlast, Goebbels je bio siromašan čovjek, a jedini prihod bila mu je plaća od 750 maraka mjesečno koju je dobivao kao član Reichstaga. Do 1936., iako nije bio ni blizu korumpiran kao što su bili Hermann Göring i Robert Ley, Goebbels je dobivao 300,000 maraka godišnje od vlastitog časopisa (zvao se Der Angriff), kao i ministarsku plaću i mnoge druge beneficije. Isplate koje je dobivao od časopisa su zapravo bila mita koje mu je slao izdavač Max Amann. Goebbels je posjedovao dvije vile, jednu u Wannseeu, a drugu kod jezera Constance. Porezni ured mu je, kao i većini nacističkih službenika, često dopuštao neplaćanje poreza.
Unatoč znatnom gubitku moći tijekom srednjih godina nacističkog režima, Goebbels je ostao jedan od Hitlerovih najboljih prijatelja. Kako su njegovi uredi bili blizu Hitlerovih, Goebbels je bio čest gost na ručku gdje je imao priliku slušati Hitlerove monologe i slagati se s Hitlerovim mišljenjima. Nekoliko mjeseci prije početka rata, Goebbels je ponovo počeo dobivati moć. Bio je rangiran zajedno s nacistima kao što su Joachim von Ribbentrop, Hermann Göring, Heinrich Himmler i Martin Bormann, te je time imao najveći pristup Hitleru, što je u takvom jednom autokratskom režimu značilo pristup moći. Činjenica da su Magda i Goebbelsova djeca bili jako dragi Hitleru također je povećavala Goebbelsov utjecaj. Goebbelsovi su također bili često gosti u Hitlerovoj bavarskoj rezidenciji, Berghofu. No, ipak nije bio informiran o svemu iz prve ruke nego se morao oslanjati na doušnike i saveznike koji bi mu prenosili što je Hitler radio i planirao.

## Goebbels i rat
U razdoblju od 1936. do 1939., dok je izražavao svoje mišljenje o miru, Hitler je čvrsto i namjerno vodio Njemačku prema konfrontaciji. Goebbels je bio jedan od najentuzijastičnijih predlagača da se njemačke teritorijalne težnje provedu što brže i što agresivnije, a saveznici u tome su mu bili ministar unutarnjih poslova Heinrich Himmler i ministar vanjskih poslova Joachim von Ribbentrop. Smatrao je da mu je zadatak natjerati njemački narod da to prihvati, pa čak i pozdravi. Tijekom Sudetske krize 1938., Goebbels je bio svjestan činjenice da većina njemačkog naroda ne želi rat, te je koristio svako propagandno sredstvo koje je mogao kako bi narod prebrodio tzv. "ratnu psihozu". Nakon što je Zapad popustio Hitleru po pitanju Čehoslovačke, Goebbels je svoj propagandni ratni stroj usmjerio prema Poljskoj. Od svibnja pa na dalje, Goebbels započinje tzv. "kampanju mržnje" protiv Poljske, izmišljajući priče o strahotama koje Poljaci rade etničkim Nijemcima u Danzigu i drugim gradovima. No, Goebbels ipak nije uspio uvjeriti većinu Nijemaca da prihvate rat.
Kada je u rujnu 1939. rat započeo, Goebbels je započeo proces proširenja svoje moći na domaćoj političkoj sceni. Nakon 1940., Hitler se sve manje pojavljivao u javnosti, a i njegovi govori su se sve rjeđe emitirali, tako da je Goebbels postao glas i slika nacističke stranke među njemačkim narodom. Hitler je bio zaokupljen ratom, Himmler rješavanjem "konačnog rješenja Židovskog pitanja", a Göringov status je ionako opadao zbog neuspjeha Luftwaffea, tako da je Goebbels osjetio vakuum moći kojeg je želio popuniti. Kako je njegov glavni zadatak bio moral civila, Goebbels se uglavnom bavio temama kao što su plaće, racioniranje i udomljavanje, temama koje su podizale moral, a time i produktivnost. Jednom je čak posjetio demoraliziranog Göringa, koji je još uvijek bio glavni čovjek njemačkog gospodarstva kao vođa Ministarstva Četverogodišnjeg plana, kao njegov najveći neprijatelj. Kako bi minirao Göringa, Goebbels je krivotvorio savez s Himmlerom, no Reichsführer-SS je još uvijek bio oprezan s njim. Još korisniji saveznik bio je Albert Speer, Hitlerov miljenik, koji je 1942. postao Ministar naoružanja. Goebbels i Speer su tijekom 1942. pokušali uvjeriti Hitlera da da otkaz Göringu, te da oformi novi kabinet za ekonomska pitanja kojeg bi vodila njih dvojica.
No, u veljači 1943., nakon katastrofalnog poraza njemačke vojske u Staljingradu, dolazi do krize unutar režima. Goebbels je bio prisiljen sklopiti savez s Göringom kako bi omeo uspon Martina Bormanna, šefa Parteikanzleia i osobnog tajnika Adolfa Hitlera. Bormann je iskoristio staljingradsku katastrofu i svoj svakodnevni pristup Hitleru kako bi ga uvjerio da oformi tročlanu huntu koja bi predstavljala državu, vojsku i stranku, a vodili bi ju sam Bormann, Hans Lammers i predsjednik OKW-a, Wilhelm Keitel. Povjerenstvo trojice bi uvježbavalo diktatorske ovlasti na domaćem bojištu. Goebbels, Speer, Göring i Himmler su na ovaj pokušaj gledali kao na oportunizam Martina Bormanna i kao na prijetnju njihovoj moći, te su se ujedinili kako bi ga zaustavili.
No, njihova suradnja se, u najbolju ruku, mogla opisati klimavom. To je bilo pretežito zato jer je Himmler tijekom tog perioda još uvijek surađivao s Bormannom kako bi se domogao moći na Göringovu štetu, a i na štetu većine tradicionalne državne administracije. Göringov gubitak moći rezultirao je preindulgencijom, a Göringov odnos s Goebbelsom samo je otežavao formiranje čvrste koalicije, unatoč naporima Erharda Milcha i Alberta Speera da poboljšaju odnose između Göringa i Goebbelsa.
Goebbels je umjesto toga pokušao uvjeriti Hitlera da postavi Göringa za predsjednika vlade. To je imalo određene logike, jer je Göring, unatoč svojoj korumpiranosti i neuspjehu Luftwaffea, bio jako popularan među narodom, čiji je moral padao jer se Hitler prestao pojavljivati u javnosti nakon bitke kod Staljingrada. No, ovaj prijedlog bio je neostvariv, u prvom redu zbog samog Hitlera, koji je Göringa krivio za neuspjehe njemačke vojske, a u drugom redu zbog Göringove nesposobnosti. Ovu je mjeru Hitler smislio kako bi od sebe odbio bilo kakve kritike.
Konačni rezultat svih ovih napora bio je nikakav - ideja Komiteta (povjerenstva) trojice je propala nakon što su Keitel i Lammers izgubili na moći, a Bormann se uspeo, tako da je nastali administrativni kaos u državi uvelike umanjivao ratni učinak.
Goebbels je kasnije započeo novu ofenzivu kako bi sebe stavio u centar politike. Dana 18. veljače, Goebbels je u sportskoj dvorani u Berlinu održao poznati "govor o totalnom ratu". Zahtijevao je od svoje publike potpuno posvećivanje "totalnom ratu", te potpunu mobilizaciju njemačke ekonomije i društva sa ciljem ostvarivanja maksimalnog ratnog učinka. Kako bi još više motivirao narod, Goebbels je citirao tri teze kao osnove ovog argumenta:
1. Ako Wehrmacht ne bi bio u poziciji da razbije opasnost na Istočnom bojištu, onda bi Treći Reich pao pod utjecaj boljševizma, a ubrzo bi pala i Europa.
2. Njemačka vojska, njemački narod i Sile Osovine imaju snagu da unište tu opasnost.
3. Opasnost je bila motivirajuća sila. Njemačka mora djelovati brzo i odlučno, ili će biti prekasno.

Goebbels je govor završio s rečenicom da su 2,000 godina zapadne povijesti u opasnosti, a za njemački je neuspjeh okrivio Židove.
Goebbels je na ovaj način želio uvjeriti Hitlera da njemu i Speeru dade kontrolu nad domaćom politikom kako bi započeli program potpunog posvećivanja proizvodnji oružja i povećanja radne snage u koju bi uključili i žene. No Hitler je, uz Göringovu potporu, odbijao ovaj prijedlog u strahu da ne bi oslabio moral naroda i doveo do ponovljenog debakla iz 1918., kada je Njemačka (bar je Hitler tako mislio) minirana kolapsom na domaćem bojištu. Još jedan razlog je bio je taj što Hitler nije želio dopustiti da itko uzurpira njegov položaj glavnog donositelja odluka. Goebbels se privatno bunio protiv ovog čina, no nikad se nije javno usudio kritizirati Hitlerovu odluku.

## Goebbels i holokaust
Heinrich Himmler, jedan od idejnih začetnika Holokausta, nije želio da se o tome raspravlja javno. Unatoč tome, u jednom izdanju novina Das Reich iz studenog 1941., citirao je Hitlerovo "proročanstvo" iz 1939. da će Židovi biti gubitnici nadolazećeg rata. Sada se, rekao je, Hitlerovo proročanstvo ostvaruje:
Godine 1939. Hitler je u govoru u Reichstagu rekao:
Mišljenje većine povjesničara je da je plan za potpuno uništenje Židova usvojen 1941., a Goebbelsovo angažiranje dokazuje da je on sam znao za njega, iako možda ne sasvim detaljno.
Odluka za deportiranje njemačkih i austrijskih Židova u neodređena mjesta "na istoku" donesena je u rujnu 1941. Goebbels se odmah zalagao za to da se berlinski Židovi deportiraju prvi. Otputovao je u Hitlerov stožer na istočnom bojištu gdje se susreo i s njim i s Reinhardom Heydrichom kako bi apelirao da mu se udovolji. Dobio je sljedeći odgovor (kako je sam napisao):
Deportacija berlinskih Židova u geto u Łódźu započela je u listopadu, no transport i ostale teškoće su usporile proces deportacije. Jedan njegov članak iz studenog, koji je izašao i listu Das Reich , bio je njegov pokušaj ubrzavanja te deportacije.
U prosincu je prisustvovao sastanku u Hitlerovom uredu gdje je Hitler, između ostalih, razgovarao i o "Židovskom pitanju". Goebbels je u svom dnevniku kasnije napisao:
Tijekom 1942., Goebbels nastavlja s pokušajem ubrzavanja konačnog rješenja "Židovskog pitanja" jer je Reich tada već okupirao velik dio sovjetskog teritorija na koji su se Židovi mogli deportirati. Mogli su biti ubijeni radom, u skladu s planom kojeg je u siječnju na konferenciji u Wannseeu predložio Reinhard Heydrich. Goebbelsa je stalno nervirala činjenica da, iako se Nijemci bore za preživljavanje na istočnom bojištu, u Berlinu još uvijek živi 40,000 Židova. U svom dnevniku je napisao da bi ih sve trebalo poslati u Rusiju, te kako bi bilo najbolje da ih se ubije sve skupa. Ovo je još jedan dokaz kako je Goebbels znao što će se dogoditi Židovima koji bi bili poslani na istok. Iako Ministarstvo propagande i narodnog prosvjećenja nije bilo pozvano na konferenciju u Wannseeu, Goebbels je već do ožujka znao što je na njoj odlučeno. O tome je napisao:

## Predstavnik Totalnog rata
Godine 1943. i 1944. su za Goebbelsa bile godine borbe za naklonost njemačkog naroda prema režimu koje se očito suočavao s porazom. Vjerovanje njemačkog naroda u Hitlera poljuljano je nakon staljingradske bitke i nikada se nije potpuno ispravilo. Tijekom 1943., kada su Sovjeti već bili blizu njemačke granice, zapadni Saveznici su razvili sposobnost da provode masovne zračne napade na njemačke gradove, uključujući i Berlin. U isto vrijeme je u Njemačkoj nedostajalo hrane, sirovina, goriva i stambenih prostora. Goebbels i Speer bili su svjesni teške situacije u kojoj se Reich nalazio. Njihovo rješenje je bilo da nad domaćim bojištem preuzmu vlast od neodlučnog Hitlera i nesposobnog Göringa. Upravo ovo je bila agenda Goebbelsovog govora o "totalnom ratu" iz veljače 1943. No, u tom naumu ih je spriječila njihova nesposobnost da se suprotstave Hitleru, koji nije bio sposoban donositi odluke, niti je vjerovao da itko drugi to može.
Nakon Staljingrada, Hitler se povukao iz javnog života, nastupajući jako rijetko, a isto tako rijetko su se emitirali njegovi govori. Do srpnja se Goebbels već počeo žaliti da se Hitler sve više odvaja od naroda. O tome je napisao:
Nakon ovoga, utjelovljenje NSDAP-a u narodu postaje sam Goebbels.
U narodu je Goebbels još uvijek ostavljao dojam kako je siguran u njemačku pobjedu:
No, u stvarnosti, Goebbels je bio obeshrabren svojim i Speerovim neuspjehom da se domognu vlasti na domaćim bojištem.
Goebbels je ostao zaokupljen eliminacijom Židova, koje je u to vrijeme dosezalo svoj vrhunac u koncentracijskim logorima u istočnoj Poljskoj. Nakon 1942., Goebbels je postao sve otvoreniji po tom pitanju nego što je Himmler, "arhitekt" holokausta, želio:
Nakon savezničke invazije Italije i pada Benita Mussolinija u rujnu 1943., Goebbels i von Ribbentrop su razgovarali s Hitlerom o sklapanju tajnog mirovnog sporazuma sa Staljinom iza leđa zapadnih saveznika. Na njihovo iznenađenje, Hitler nije isključio mogućnost mirovnog sporazuma, no rekao je Goebbelsu da ne pregovara dok je Njemačka oslabljena. Goebbelsu je objasnio kako, prije bilo kakvih pregovora, Njemačka mora doći do neke velike pobjede. No, njemački poraz kod Kurska skroz je isključio takvu mogućnost. Goebbels je već tada znao da je rat izgubljen, no nije se uspio oduprijeti Hitleru i to mu reći.
Kako je njemačko vojno i ekonomsko stanje opadalo tijekom 1944., Goebbels je ponovo, zajedno sa Speerom, pokušao preuzeti moć nad domaćom politikom ali bez Göringa. U srpnju, nakon savezničkog iskrcavanja u Francuskoj i velikog sovjetskog napretka u Bjelorusiji, Hitler konačno daje Goebbelsu i Speeru veće ovlasti. Speer je od Göringa preuzeo sva ekonomska i proizvodna pitanja, dok je Goebbels postao Reichov predstavnik Totalnog rata (Reichsbevollmächtigter für den totalen Kriegseinsatz an der Heimatfront). U ovo vrijeme, Himmler postaje Ministar unutarnjih poslova.
Ovaj trio, Goebbels, Himmler i Speer, postaje pravi centar njemačke vlade tijekom zadnje godine rata, no Bormann je, zbog svog ekskluzivnog pristupa Hitleru, klimao tu vlast kada je god mogao. U tome je bio jako uspješan, jer su stranački Gauleiteri dobivali sve više moći, postavši na kraju Reichovi komesari za obranu (Reichsverteidigungskommissare) u svojim okruzima gdje su nadgledali svu civilnu administraciju. Činjenica da je Himmler bio Ministar unutarnjih poslova samo je povećavala Bormannovu moć, jer su se Gauleiteri bojali da će Himmler, koji je bio Generalni predstavnik Reichove administracije, skinuti njih s pozicije i na ta mjesta postaviti više policijske i SS-ove časnike.
Goebbels je Himmlera vidio kao potencijalnog saveznika protiv Bormanna, te je 1944. rekao, ako bi Himmler dobio konrolu nad Wehrmachtom, a on sam kontrolu nad domaćom politikom, da će rat završiti njemačkom pobjedom. No, Himmlerova nesposobnost da uvjeri Hitlera da prestane podržavati Bormanna, te nesposobnost nekih visokih SS-ovih dužnosnika kao što su Obergruppenführer Ernst Kaltenbrunner i Gruppenführer Heinrich Müller, uzrokovala je to da Goebbels stupi u savez s Bormannom, unatoč svojoj podređenoj poziciji.
Kada su neki članovi vojnog vodstva pokušali ubiti Hitlera u srpanjskoj uroti, ovaj je trio, ubrzo nakon toga, pokrenuo otpor prema atentatorima. Upravo je Goebbels u svom berlinskom stanu, u društvu Alberta Speera i Wilhelma von Ovena, doveo Otta Ernsta Remera, zapovjednika berlinskog garnizona, da razgovara s Hitlerom u Istočnoj Prusiji, time dokazujući da je Hitler živ i da se garnizon treba usprotiviti pokušaju atentata.
Goebbels je obećao Hitleru da može regrutirati više od milijun novih vojnika, kao dio plana preustroja vojske, prebacujući osoblje iz Kriegsmarinea i Luftwaffea, te pritišćući napuhane ministre kao što je Göring, koji su do tada imali protekciju. No, kasnije se pokazalo da je inercija njemačke birokracije bila prevelika čak i za Goebbelsa. Bormann i njegov "potrčko" Lammers, koji su željeli preuzeti moć nad stranačkom i državnom administracijom, postavljali su mnoge prepreke Goebbelsu. Još jedan problem bio taj što, iako su Speer i Goebbels bili saveznici, njihovi planovi su se sukobljavali: Speer je želio da apsolutni prioritet bude proizvodnja oružja, dok je Goebbels želio da svaki sposobni muškarac ide na bojište. Speer, čiji je saveznik bio Fritz Sauckel, Glavni predstavnik za rad od 1942., uglavnom je dobivao ove "bitke".
U srpnju 1944., već je bilo kasno da Speerov i Goebbelsov unutarnji puč uzrokuje veliku promjenu u ishodu rata. Kombinirana ekonomska i vojna moć zapadnih saveznika i SSSR-a, koji je bio potpuno mobiliziran, bila je prevelika za Treći Reich. Jedan od najvećih problema bila je industrijska proizvodnja i gubici naftnih polja, što je uvelike oslabilo Reich. Jedina stvar koju je Goebbels mogao učiniti kako bi narod uvjerio u pobjedu je obećanje da će "čudesna oružja" kao avion Me 262, V-2 raketa i podmornica klase XXI poboljšati vojnu situaciju.

## Poraz i smrt
Goebbelsovi govori su tijekom posljednjih mjeseci rata dobili izrazito apokaliptičan ton:
Početkom 1945. godine, kada su Sovjeti bili na Odri, a zapadni saveznici na Rajni, Goebbels više nije mogao skrivati činjenicu da je poraz neizbježan. Znao je što bi to značilo za njega samoga. Napisao je:
Kada su drugi nacistički dužnosnici pokušali nagovoriti Hitlera da napusti Berlin i uspostavi novo središte otpora u Bavarskoj, Goebbels se tome strogo protivio tražeći borbu do zadnjeg čovjeka u ruševinama Berlina.
U ovo vrijeme, Goebbels je dosegao poziciju koju je želio - postao je Hitlerova desna ruka, no samo zbog svoje pokornosti Bormannu, koji je de facto bio Hitlerov zamjenik. Göring je uvelike diskreditiran, no Hitler ga nije želio otpustiti do 25. travnja, samo 5 dana prije nego što je počinio samoubojstvo. Himmler, čije je postavljanje na mjesto zapovjednika armijske grupe Vistula rezultiralo debaklom na Odri, također je diskreditiran, a Hitler je, s pravom, sumnjao da pokušava sklopiti tajni sporazum sa zapadnim saveznicima. Samo su Goebbels i Bormann ostali potpuno vjerni Hitleru. Goebbels je znao kako se igrati s Hitlerovim fantazijama, potičući ga da u smrti predsjednika Roosevelta, koji je umro 12. travnja, vidi priliku. Dana 22. travnja 1945. Hitler objavljuje, uvelike na poticanje samog Goebbelsa, da neće napuštati Berlin, nego da će se boriti, čak i umrijeti, radi obrane glavnog grada.
Sljedećeg dana, 23. travnja, Goebbels je stanovnicima Berlina rekao:
Za razliku od većine nacističkih vođa u tom trenutku, Goebbels je bar dokazao da ima hrabrost svojih uvjerenja, preselivši se u Führerbunker ispod zgrade vlade u Berlinu. Vice-admiralu Hansu-Erichu Vossu je rekao da ne razmišlja o predaji ili bijegu:
Voss je kasnije izjavio da Goebbels nije mogao napustiti grad jer je bio vođa obrane Berlina i smatrao je sramotnim da napusti grad dok je držao tu poziciju.
Dana 30. travnja, Sovjeti su bili samo nekoliko metara od bunkera, tako da je Hitler odlučio izdiktirati svoju oporuku. Goebbels je bio jedan od četvero svjedoka. Ubrzo nakon što ju je sastavio, Hitler si je oduzeo život. O Hitlerovoj smrti, Goebbels je rekao:
U svojoj oporuci, Hitler nije imenovao svog nasljednika. Umjesto toga, Hitler je Goebbelsa postavio na mjesto kancelara, admirala Karla Dönitza na mjesto predsjednika, a Martina Bormanna na mjesto stranačkog ministra. Goebbels je znao da je titula kancelara bila samo titula, te da nije imala nikakvog značenja. Čak ako bi mogao i želio pobjeći, Goebbels je znao da Dönitz, čija je jedina želja bila pregovaranje sa zapadnim saveznicima sa ciljem spašavanja Njemačke od sovjetske okupacije, ne bi želio da jedna tako ozloglašena osoba, kao što je on sam, vodi njegovu vladu.
No činjenica je bila da Goebbels nije imao namjeru bježati. Voss je kasnije rekao da je Goebbels, kada je saznao za Hitlerovo samoubojstvo, pao u depresiju i rekao:
Dana 1. svibnja, samo nekoliko sati nakon Hitlerovog samoubojstva, Goebbels je napravio svoj jedini službeni čin kao kancelar. Izdiktirao je pismo koje je dao generalu Hansu Krebsu da, pod bijelom zastavom, odnese sovjetskom generalu Vasiliju Čujkovu. Čujkov je zapovjednik Sovjetske 8. armije bio i zapovjednik sovjetskih snaga u Berlinu. Goebbels je u pismu informirao Čujkova o Hitlerovoj smrti, te o činjenici da bi formiranje nacističke vlade neprijateljski nastrojene zapadnoj plutokraciji Sovjetskom Savezu donijelo mnoge beneficije, jer su Himmlerove i Göringove izdaje indicirale da bi se antisovjetski nastrojeni nacistički vođe mogli ujediniti sa Zapadom. Kada je ovo odbijeno, Goebbels je shvatio da su svi daljnji pokušaji besmisleni. Ubrzo nakon ovoga, Goebbels je Hitlerovoj oporuci dodao post scriptum:
Kasnije, istog tog dana, vice-admiral Hans-Erich Voss viđa Goebbelsa po posljednji put. Voss je rekao kako su tog dana, prije bijega iz bunkera, desetak generala i časnika išli Goebbelsu na posljednji oproštaj. Voss je pozvao Goebbelsa da im se pridruži, no ovaj je to odbio.
Dana 1. svibnja, u 20:00 sati, Goebbels se dogovorio sa SS-ovim liječnikom Helmutom Kunzom da njegovoj djeci ubrizga morfij i onda, dok djeca budu u nesvijesti, da zdrobi tabletu cijanida u njihovim ustima. Prema Kunzovom svjedočenju, on im je ubrizgao morfij, ali cijanid su im dali Magda Goebbels i Stumpfegger, Hitlerov osobni liječnik. Ubrzo nakon što su ubili djecu, Joseph i Magda Goebbels odlaze u vrt Reichskanzleia gdje izvršavaju samoubojstvo. Detalji njihovog samoubojstva su nepoznati. Nakon rata, američki mornarički časnik i sudac Michael Musmanno izdaje tekst o Goebbelsovom samoubojstvu, navodno utemeljen na svjedočanstvu jednog živog svjedoka:
Jedan časnik SS-a je kasnije rekao da su se oboje otrovali, a da je onda na njih pucao drugi časnik. Jedan raniji izvještaj je naveo da su izrešetani iz strojnice po vlastitom zahtjevu. Jedan izvještaj čak navodi da je Joseph prvo ubio Magdu, a onda i sebe. Ova teorija predstavljena je u hit-filmu Hitler: Konačni pad.
Njihova tijela su kasnije spaljena, no zbog nedostatka petroleja, gorenje je bilo samo djelomično uspješno, tako da su se njihova tijela lako identificirala. Nekoliko dana kasnije, Voss je vraćen u Berlin kako bi identificirao izgorena tijela Josepha i Magde Goebbels, ta njihove djece. Voss je kasnije izjavio da je Goebbelsa prepoznao po obliku glave, ustima, metalnoj protezi koju je imao na desnoj nozi, zlatnom stranačkom bedžu i izgorenoj stranačkoj uniformi. Ostaci obitelji Goebbels, kao i Hitlerovi, tajno su pokopani u Brandenburgu. Godine 1970. su iskopani i kremirani, a pepeo je bačen u Elbu.

## Vanjske poveznice
- Eseji i govori dr. Goebbelsa  Arhivirana inačica izvorne stranice od 12. rujna 2008. (Wayback Machine)
- Čovjek iza Hitlera
- Joseph Goebbels - "Otrovni patuljak"  Arhivirana inačica izvorne stranice od 19. rujna 2008. (Wayback Machine)